# 八柳極人
八柳 極人（やつやなぎ きめと、生年不詳 - 文化11年12月21日（1815年1月30日））は江戸時代後期の武士、政治家。新庄藩の藩士。中老格、執政。八柳騒動の張本人。

## 家系
八柳氏は本姓を賀茂氏とし、後に平氏となる。家系は賀茂氏の流れを汲む家系であったが平姓三浦氏より養子を得たことでその三浦氏の末裔を称する。出羽国秋田地方土着の国人領主であり八柳館主の家柄であった。 安東氏の圧迫によりその被官となったが、後に一族の八柳右馬之助が仙北郡角館を統治していた戸沢氏に臣従し、その後の新庄藩転封にも随行し、以来、代々、700石取りの新庄藩士となった。

## 生涯
八柳極人は新庄藩士 八柳家の六代目として生を受けた。生年はあきらかでないが、はじめ竹右衛門と名乗り、父と同じ喜和米と名乗った後、極人と改めている。安永8年（1779年）、亡き父 喜和米の跡式を継いで250石を給され、白岩惣与右衛門組に属し、御広間番士を命ぜられる。定火消を経て、天明2年（1782年）、組頭を経て同4年（1784年）、町奉行となり役料4人扶持を給された。同6年（1786年）に郡奉行に昇進してさせら役料1人扶持を加増された。寛政3年（1791年）本取締に昇って御門下座を命ぜられた。同11年（1799年）、御用人格となった。この間、下級藩士から立身し家老となった駒杵主膳が財政緊縮策として執ってきた借上米の措置に藩士が不満を募らせ、極人はその急先鋒として藩主に駒杵の命を貰い受けたいと談判、結果、駒杵は永の御叱りと隠居処分となった。

### 八柳騒動
文化8年（1811年）、極人が中老格に昇って、駒杵に代わり藩の執政となった。藩主 正胤より、向こう7年間、勝手向きを一任するとの命を下され藩政を委ねられた。しかし、一年を経ても治績に成果が上がらないことを理由として、勝手向き混乱の咎により藩主より直筆の咎めを受け、石高百石を減じ、生涯蟄居を命じられた。その後、文化11年（1814年）12月21日、御家と国政を乱した罪―即ち、主君を軽んじ、嘘説を流し人心を惑わし、御家に騒動をもたらしたとして、子 馬之丞ともども斬罪に処せられ、親族筋の者も数名が隠居処分または役儀罷免の処分を受けた。一連の騒動は謎も多く、極人の執政登用は、駒杵藩政への不満を抱く藩士を一時的な緩和策として行ったもので、その後の処分は成果を出せないことを理由として行った不満勢力の一掃を目的とした藩主 正胤の政略であったのではないかとの見方もある。